# Indoiranische Sprachen
Die indoiranischen Sprachen, früher auch als arische Sprachen bezeichnet, bilden einen Primärzweig des Indogermanischen. Die indoiranische Sprachfamilie besteht aus den Hauptzweigen
- Iranisch (gelegentlich auch: Iranoarisch): etwa 130 Mio. Sprecher (Iranier) in Zentral-, Westasien (insbesondere in Iran) und Südasien.
- Nuristani: etwa 30.000 Sprecher in Afghanistan (Provinz Nuristan) (Zentralasien)
- Indoarisch: etwa eine Milliarde Sprecher vor allem in Südasien, aber auch in Europa (Romani).

Die Nuristani-Sprachen wurden früher zu den dardischen Sprachen gerechnet; nach aktueller Mehrheitsmeinung stellen sie jedoch eine eigene Untergruppe des indoiranischen Sprachzweiges dar.
Die indoiranischen Sprachen weisen so viele gemeinsame Neuerungen gegenüber dem Urindogermanischen auf, dass man sie zu einer klar definierten eigenen genetischen Einheit zusammenfassen kann. Es gibt demnach keine Sprache, bei der man Zweifel hat, ob sie zu dieser Gruppe gehört oder nicht. Wesentlich problematischer aber ist die innere Struktur dieser Einheit. Insbesondere das Erreichen der heutigen Dreiteilung war ein langwieriger wissenschaftlicher Prozess; gerade die Stellung der dardischen Sprachen – heute zum Nordwestzweig der indoarischen Sprachen gerechnet – ist noch immer nicht völlig geklärt. Die Sprachen der Nuristani stellen ein Zwischenglied zwischen den iranischen und den indoarischen Sprachen dar, sind linguistisch aber näher beim Iranischen. Zum Thema der inneren Struktur der drei Untergruppen siehe jeweils dort.
Die Aufspaltung der iranischen und der indoarischen Sprachen ist vor dem Beginn der Besiedlung Nordindiens durch Indoarier anzusetzen, also vor 1500 v. Chr. Eine gemeinsame Herkunft aus dem Norden (zentralasiatische Steppe) ist unbestritten, meist wird die sogenannte Andronovo-Kultur mit den Indoiranern in Verbindung gebracht.
Interessant in diesem Zusammenhang ist auch die Sprache der Mitanni, einer Führungsschicht der Hurriter im nördlichen Mesopotamien und Anatolien ca. 1500 v. Chr. (im sogenannten Mitanni-Reich). Vor allem die erhaltenen Herrschernamen weisen ihre Träger als indoarisch aus; des Weiteren wurden einige Wörter gefunden, die beinahe identisch zum indischen Sanskrit sind. Im Zusammenhang mit der Anatolien-Hypothese wird dies als Beweis für den Ursprung der indogermanischen Sprachen gesehen. Eine andere Theorie ist, dass frühe Indoarier von Zentralasien aus nach Anatolien einwanderten. Alte Lehnwörter in den uralischen Sprachen, die eine hocharchaische Stufe des Indoiranischen widerspiegeln (teils noch älter als das rekonstruierte Urindoiranische), stützen die Annahme einer nördlichen Herkunft des Indoiranischen entscheidend und widersprechen der These einer (direkten) Herkunft aus Anatolien.
Eine Übersicht über alle indoiranischen Sprachen und ihre genetische Klassifikation bietet der unten angegebene Weblink.